# Idaea acuminata
Idaea acuminata là một loài bướm đêm trong họ Geometridae.